# Radoševići (plemstvo)
Radošević je staro hrvatsko plemstvo čije su obitelji izvorno živile na podrucju Omis-a i Hum-a u doba kada se to pdrucje nazivalo "Bosansko primorje) X-XIV stoljece. Na tome poducju su vladali Humski Knezovi. Omis je bio centar toga podrucja kojeg se spominje kao "Paganski kraj". 1262 g. knez je bio Radosav Radossio pl.a njegov sin Vojislav Radosevic bio je od 1254. g. Satnik Humskog Zupana Bogdana. 1322. g. Bosanski Ban Stjepan Kotromanovic zaposjeda Humski kraj, a 1333 su Dubrovcani od kralja Tvrtka isti otkupili i nazvali "Tera Nova".Mlecani su u Omisu uredili glavni trg i tu stvorili "trgovacko srediste". Stjepan Kosaca je 1403. g. Omis prepustio Mlecanima. Izvor (Marko Vego) "Naselja Bosanske srednjovjekovne drzave (Omis)" Izdavac Svjetlost Sarajevo 1957. g. Moze se predpostaviti da su se Radosevici iz tih krajeva krenuli i prema otocima Hvaru, Pagu i Visu. Prvi povijesni spomen obitelji je 1254.g. godine. Prvotno su na otocma živjeli od vinograda, maslinika i solana. Uspješno su se bavili i trgovinom svojih proizvoda: vina, soli, i maslinovog ulja. Posebice su trgovali s Mletcima i kontinentalnom Hrvatskom. Postojali su intenzivni trgovački kanali s Likom i Gorskim kotarom. Obitelj Radošević bila je angažirana u visokim krugovima Katoličke Crkve. Mletačka Republika priznala ih je kao sudce i pravnike. 
Dugo su bez uspjeha na Hvaru pokušavali dobiti plemićki naslov.
Veliki vojskovođa Jakov Radošević, između ostalog, poveo je veliki dio plemena u Herceg Novi u borbu protiv Osmanskog Carstvo, što je njemu i njegovom rodu donijelo naslov "conte veneto" 1689. godine. Naslov su dobili i brat mu Franjo kao i Franjin sin Juraj čiji potomci i danas žive po Lici i Slavoniji. Jedan dio te plemenske grane živi u Bosanskoj Posavini. Pleme je raseljeno po cijeloj Hrvatskoj, BiH i Herceg Novom  (ostatci obitelji iz borbi s Osmanlijama). Veliki dio plemena iselio se u Italiju gdje najčešće nosi ime Radossio. Veliki dio plemena živi u SAD-u, Argentini, Čileu te u Zapadnoj Europi gdje se često pišu Radosevich.
Od znamenitijih građevina u vlasništvu obitelji, ističe se palača Radošević u Hvaru, često pogrešno nazivana palačom Vukašinović.

## Vanjske poveznice
- Nikša Petrić, Ambroz Tudor: Prilozi povijesti umjetnosti u Dalmaciji, Ladanjska izgradnja prostora hvarske komune, sv.37 br.1, kolovoza 1998.
- Marko Vego, „Naselja Bosanske srednjo vjekovne drzave“, Omis, Izdavac Svjetlost Sarajevo 1957 g.